# Prasos
Prasos (en llatí Praesus o Prasus, en grec antic Πραῖσος o Πρᾶσος) era una ciutat de Creta. Estrabó diu que eren un poble molt antic i parlaven eteocretenc, i a la ciutat hi havia un temple de Zeus Dicteu, ja que el mont Dikti amb la Cova de Dicte, lloc on havia nascut el déu, es trobava al seu territori.
També diu Estrabó que la ciutat i el seu territori tocaven a Lebena i estaven a 70 estadis del mar i a 180 de Gortina, és a dir al sud de l'illa; però en un altre passatge la situa prop de la mar entre els caps Samonion i Quersonès, és a dir a l'extrem oriental. Sembla que la segona és la correcta i en tot cas la primera es refereix a una altra ciutat amb el mateix nom o similar (possiblement Priansos). Heròdot diu que aquesta ciutat i la de Polikhna van ser les dues úniques de Creta que no es van unir als altres cretencs a l'expedició contra la ciutat de Camicos a Sicília per venjar la mort de Minos. La ciutat va ser destruïda pels habitants de Hierapytna. Agàtocles de Cízic diu que els habitants de Prasos acostumaven a sacrificar un porc abans de casar-se.
Les seves ruïnes són al lloc anomenat actualment Praisos, l'est de Creta.